# Tazadit
Tazadit est une mine de fer située dans la Kedia d'Idjil, à proximité de Zouérate. Exploitée depuis le début des années 1960, cette mine est une des plus grandes mines de la Mauritanie.
Comme Rouessat, elle envoie par wagons (le train le plus long et le plus lourd du monde) le minerai vers la ville portuaire de Nouadhibou.
Le minerai exploité est une magnétite très riche à l'origine (70 %). Cette magnétite donne sa couleur bleue à la Kedia d'Idjill.
Comme Rouessat, F'Derick ou les guelbs à magnétite, c'est une exploitation à ciel ouvert : des puits sont forés à la verticale, puis la falaise subit l'effet d'un explosif. Le minerai est ensuite ramassé avec une pelleteuse et amené au concasseur. Le minerai concassé est ensuite transporté vers le lieu de stockage. Il est repris par une roue-pelle pour charger les wagons.
Tazadit, jusqu'aux années 1980, se « cachait » derrière la Kédia et n'était pas visible de Zouérate pourtant à ses pieds. Aujourd'hui, une brèche est ouverte dans la muraille.